# Exèrcit de la República Srpska
L'Exèrcit de la República Srpska (en serbi:Војска Републике Српске, Vojska Republike Srpske, VRS), també conegut com a Exèrcit dels serbis de Bòsnia, va ser la força militar de la República Srpska durant la guerra de Bòsnia. El seu comandant en cap d'aquell període, Ratko Mladić, és el criminal de guerra de més rellevància cercat pel Tribunal Penal Internacional per a l'antiga Iugoslàvia. El 2003, aquest exèrcit va iniciar la integració a les Forces Armades de Bòsnia i Hercegovina, controlades pel Ministeri de Defensa de Bòsnia i Hercegovina, completant aquest procés el juny del 2006.